# Open Sud de France 2018
L'Open Sud de France 2018 è stato un torneo di tennis giocato su campi in cemento indoor. È stata la 31ª edizione dell'evento conosciuto prima come Grand Prix de Tennis de Lyon e successivamente come Open Sud de France, e appartiene alla serie ATP Tour 250 nell'ambito dell'ATP World Tour 2018. Gli incontri si sono giocati nella Park&Suites Arena, a Montpellier, in Francia, dal 5 all'11 febbraio 2018.

## Partecipanti

### Teste di serie
| Nazionalità          | Giocatore          | Ranking* | Testa di serie |
| -------------------- | ------------------ | -------- | -------------- |
| Belgio               | David Goffin       | 7        | 1              |
| Francia              | Lucas Pouille      | 17       | 2              |
| Francia              | Jo-Wilfried Tsonga | 19       | 3              |
| Bosnia ed Erzegovina | Damir Džumhur      | 30       | 4              |
| Francia              | Richard Gasquet    | 33       | 5              |
| Russia               | Andrej Rublëv      | 35       | 6              |
| Spagna               | David Ferrer       | 39       | 7              |
| Giappone             | Yūichi Sugita      | 41       | 8              |

* Ranking al 29 gennaio 2018.

### Altri partecipanti
I seguenti giocatori hanno ricevuto una wild card per il tabellone principale:
- Julien Benneteau
- Calvin Hemery
- Lucas Pouille

I seguenti giocatori sono passati dalle qualificazioni:

- Kenny De Schepper
- Norbert Gombos
- Yannick Maden
- Carlos Taberner

### Ritiri
Prima del torneo
- Tomáš Berdych → sostituito da  Dustin Brown
- Steve Darcis → sostituito da  Nicolas Mahut
- Peter Gojowczyk → sostituito da  Ruben Bemelmans

## Campioni

### Singolare
Lucas Pouille ha battuto in finale  Richard Gasquet con il punteggio di 7–6(2), 6–4.
- È il quinto titolo in carriera per Pouille, il primo della stagione.

### Doppio
Ken Skupski /  Neal Skupski hanno battuto in finale  Ben McLachlan /  Hugo Nys con il punteggio di 7–6(2), 6–4.